# 大貫亜美
大貫 亜美（おおぬき あみ、1973年9月18日 - ）は、日本の歌手である。東京都町田市生まれ、神奈川県横浜市緑区育ち。身長155cm。血液型はA型。本名は小橋亜美（こばし-、旧姓:大貫）。北米では「ジェーン (Jane)」とも。ポップデュオ「PUFFY」のメンバー。夫はロックバンド「GLAY」のヴォーカルTERU。

## 概要
当初はソロデビューの予定でヴェルヴェット・クラッシュなどのプロデュースの下、音源も制作されていたが、吉村由美とPUFFYを結成し、1996年にシングル「アジアの純真」でデビュー。予想外の成功を収めたため、吉村もソロ音源を制作、併せて大貫亜美・吉村由美名義でアルバム「solosolo」として発表したが、以降はPUFFYとして現在まで音楽活動を行っている。
その他の活動としては、雑誌へのエッセイ連載、ロドニー・アラン・グリーンブラットの絵本の翻訳、ドラマ、CM出演等がある。
PUFFYとしての立ち位置は向かって右。

## 人物
趣味は「暗い事全般」と公言し、編み物や刺繍、裁縫をしているところがブログに上げられている。基本的に器用であり、何でもそつなくこなす（由美談）。また、PUFFYの絵担当として、ツアーグッズではその腕前を見せている。
雑貨収集が趣味。また、ウサギが好きで多くの雑貨を持っていたり、実際に飼っていたことがある。名前は「チョビン」であった。現在は「カメ丸」という名のギリシャリクガメを飼っている。
人生のほとんどを漫画から学んだというほど漫画好きであり、これまで様々な吹き替えや漫画の帯、巻末コメント、本人出演などを果たす（こち亀、ヒゲのOL薮内笹子、他多数）。
ミーハーなところがあり、デビュー当時より振り付けを担当している南流石に、「亜美ちゃんは流行に乗って、パパイヤ鈴木やKABA.ちゃん、真島茂樹などの振り付けに目移りしていたが、それを由美ちゃんが食い止めていた」と曝露された。
左足にウサギのタトゥーを入れている。
女優の菅野美穂とは20年来の親友である。

## 来歴
- 1973年9月18日、第二子として誕生。
- 1978年4月、私立カナリヤ幼稚園入園。
- 1980年4月、町田市立忠生第七小学校入学。
- 1982年、一家で韓国（ソウル）へ移住。
- 1986年、兄の城司が病没。帰国。4月、横浜市立中山中学校入学。剣道部入部。
- 1989年4月、神奈川県立荏田高等学校入学。ロック・バンド、ハノイ・セックス結成。
- 1991年、ソニーSDオーディションに合格。
- 1992年4月、専修学校神田外語学院入学。
- 1993年1月、Olive調査隊として松任谷由実のコンサートツアー一日コーラス体験。
- 1996年5月、パフィーとしてシングル「アジアの純真」でデビュー。
- 1997年7月、シングル「HONEY」でソロデビュー。
- 1998年、テレビ朝日の正月特番歴史ドラマ「次郎長三国志 勢揃い二十八人衆喧嘩旅!」に町娘あみ役で出演。
- 2001年9月、左足首の靭帯断裂。
- 2002年4月28日、GLAYのTERUと結婚。
- 2002年9月、ブランドユニット“Rompus(ロンパース)”結成。
- 2003年3月9日、長女を出産。
- 2009年、メリーソート社のテディベアチーキーのオリジナルデザインを発売。

## エピソード
幼い頃は杉良太郎の大ファンで、毎週『遠山の金さん』を楽しみにしており、主題歌の『すきま風』の歌詞を少しずつ聞き取り、書き記していた。
小学校の4年間を韓国で過ごしたため、当時の日本の流行を知らず、ビートルズやデヴィッド・ボウイなどの洋楽を好んで聴いていた。また、韓国での冬の体育の授業がスケートであったため、テレビ番組においてスケートやインラインスケートの得意な所を披露している。
高校に入学して自動二輪免許（中型限定、現在の普通自動二輪車免許）を取得、父親とよく海岸にツーリングに行っていた。高校2年時に遊びでロックバンドを結成、ボーカルを担当。成績優秀であったため推薦で進学が決まったらしい。
漫画好きを示すエピソードとして、深夜まで『湘南純愛組!』を読んでいて寝ようと立ち上がった際、足がしびれていたので感覚が無く足の甲で立ってしまい、靭帯を切ってしまった。ツアー中であったため、直後の公演でダンスができず非常に反省した旨をテレビ番組（「月光音楽団」等）で語っている。
また長年『こち亀』好きを公言しており、中でも中川圭一のファンである。その事がキッカケで作品に登場し、中川圭一と作品内でデートを行った。
釣りが好きで、ツアーの空き時間でもメンバーと釣りに出かける。竿を振りすぎて腱鞘炎になったほど。「4級小型船舶操縦士」を保有。また、休日には子供とよく釣堀に行くと「笑っていいとも」で語った。
女優菅野美穂と仲が良く、お互いのエピソードをしばしば番組で語ることがある。横山健と仲が良く、お互いの作品に参加、楽曲提供を行っている。

## 出演

### CM
- ダイハツ 「ムーヴラテ」
  - 『納車オーライ篇』（2004年8月24日 - ）
  - 『いないいないキャー篇』（2004年9月 - ） 光岡湧太郎、下山葵らと共演
  - 『ズボッと一目惚れ篇』（2004年11月 - ）
  - 『ハサミはどこカニ?篇』（2004年12月 - ） 再び、光岡湧太郎と共演
  - 『はにわでスイマセン篇』（2005年2月 - ） 光岡湧太郎、関塚まいこらと共演
  - 『洗車の前に、まず洗顔篇』（2005年6月 - ） このときから、同じPUFFYの吉村由美と共演するように
  - 『隣の試着がよく見える篇』（2005年11月 - ） 吉村由美、小川圧司らと共演
  - 『デラックスリラックス篇』（2006年5月 - ） 吉村由美と共演

### TV
- テレビでハングル講座（2018年4月4日 - 、NHK Eテレ） - 生徒

## ディスコグラフィー
- シングル「HONEY」（1997年）
- アルバム「solosolo」（1997年）

## 訳書
- サンダーバニー（1997年）
- イッピーおばさんのがらくたはくぶつかん（1999年）
- サンダーバニーとワンダーミュー（2000年）
- サンダーバニーとビビリトルのレインボーデー（2002年）
- サンダーバニーとシャイプープー（2010年）